# Kümmel (Marienheide)
Kümmel ist ein Ortsteil der Gemeinde Marienheide im Oberbergischen Kreis in Nordrhein-Westfalen.

## Lage und Beschreibung
Der Ort liegt im Südwesten von Marienheide an der Grenze zur Gemeinde Lindlar nahe der Ortschaft Gimborn. Kümmel liegt an der Naturparkstraße von Gimborn nach Leiberg. Der Kümmelbach entspringt in Kümmel und fließt parallel zur Naturparkstraße in südöstliche Richtung nach Gimborn, wo er in den Gimmerbach mündet. Weitere Nachbarorte sind Unterpentinghausen und Leiberg.

## Geschichte
Der Ort Kümmel gehörte bis 1806 zur Reichsherrschaft Gimborn-Neustadt. Nach seiner Zugehörigkeit zum Großherzogtum Berg (1806–1813) und einer provisorischen Übergangsverwaltung kam die Region aufgrund der auf dem Wiener Kongress getroffenen Vereinbarungen 1815 zum Königreich Preußen. Unter der preußischen Verwaltung gehörte der Ort zunächst zum Kreis Gimborn (1816–1825) und danach zum Kreis Gummersbach in der Rheinprovinz. Im Jahr 1843 hatte Kümmel 19 Einwohner, die in 3 Häusern wohnten.
In der Preußischen Uraufnahme von 1840 ist der Ort unter der Bezeichnung „Kümmel“ auf topografischen Karten verzeichnet. Auf einigen jüngeren topografischen Karten (ab 1894) wird der Ort auch mit „Forsthaus Kümmel“ bezeichnet.
Derzeit besteht der Ort Kümmel nur aus dem denkmalgeschützten Forsthaus-Ensemble (Kümmel 1) auf der nordöstlichen Seite der Naturparkstraße und dem pittoresken „Uhu-Haus“ (Kümmel 2) auf der gegenüber liegenden Straßenseite.
Auf dem Bergsattel zwischen Kümmel und Leiberg, nur 300 m von Kümmel entfernt, steht ein denkmalgeschütztes Wegekreuz (sog. Kümmeler Kreuz") an der Heidenstraße, einem bedeutenden historischen Heer- und Handelsweg von Köln über Kassel nach Leipzig.

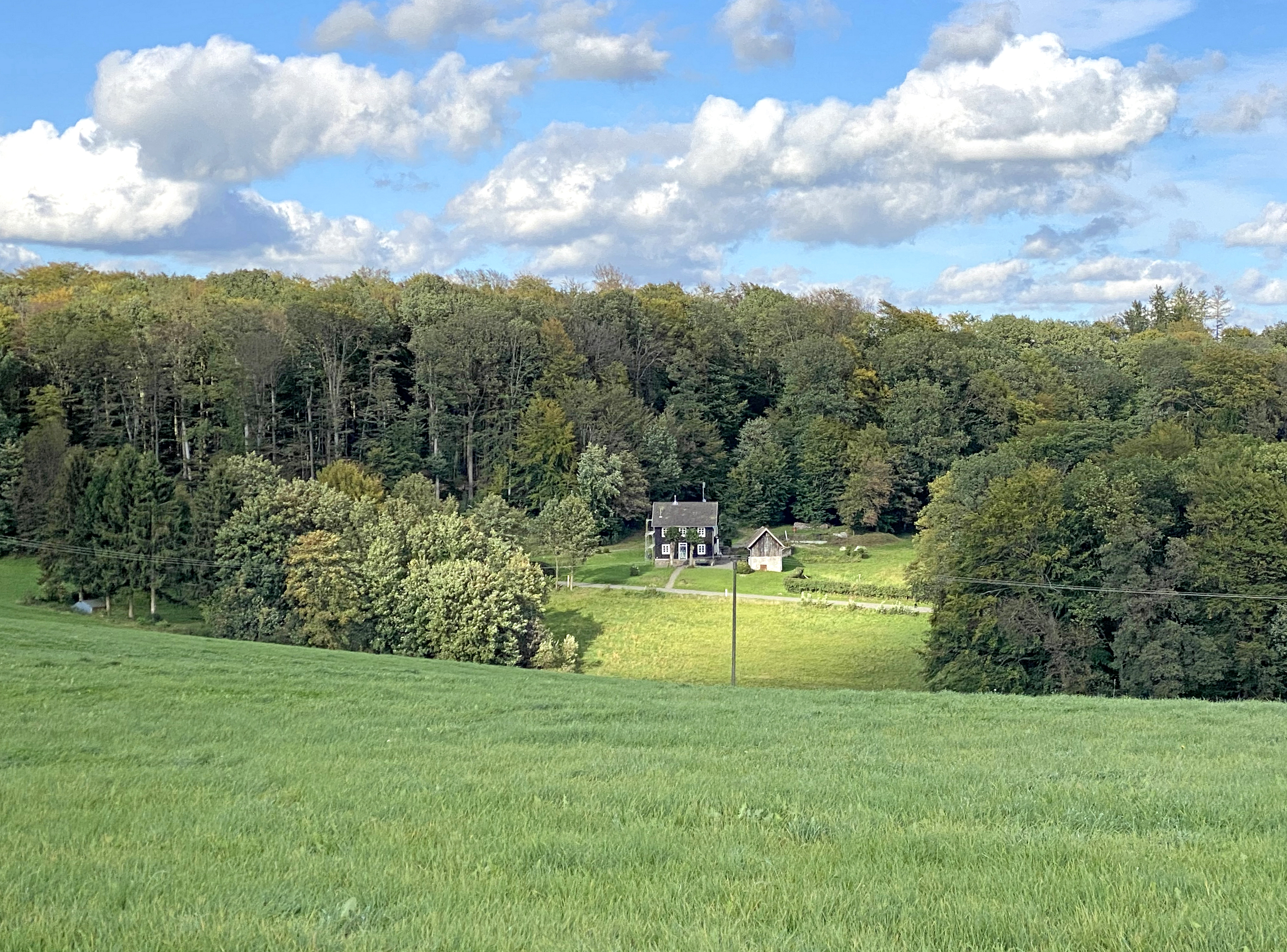
Kümmel im Kümmelbachtal
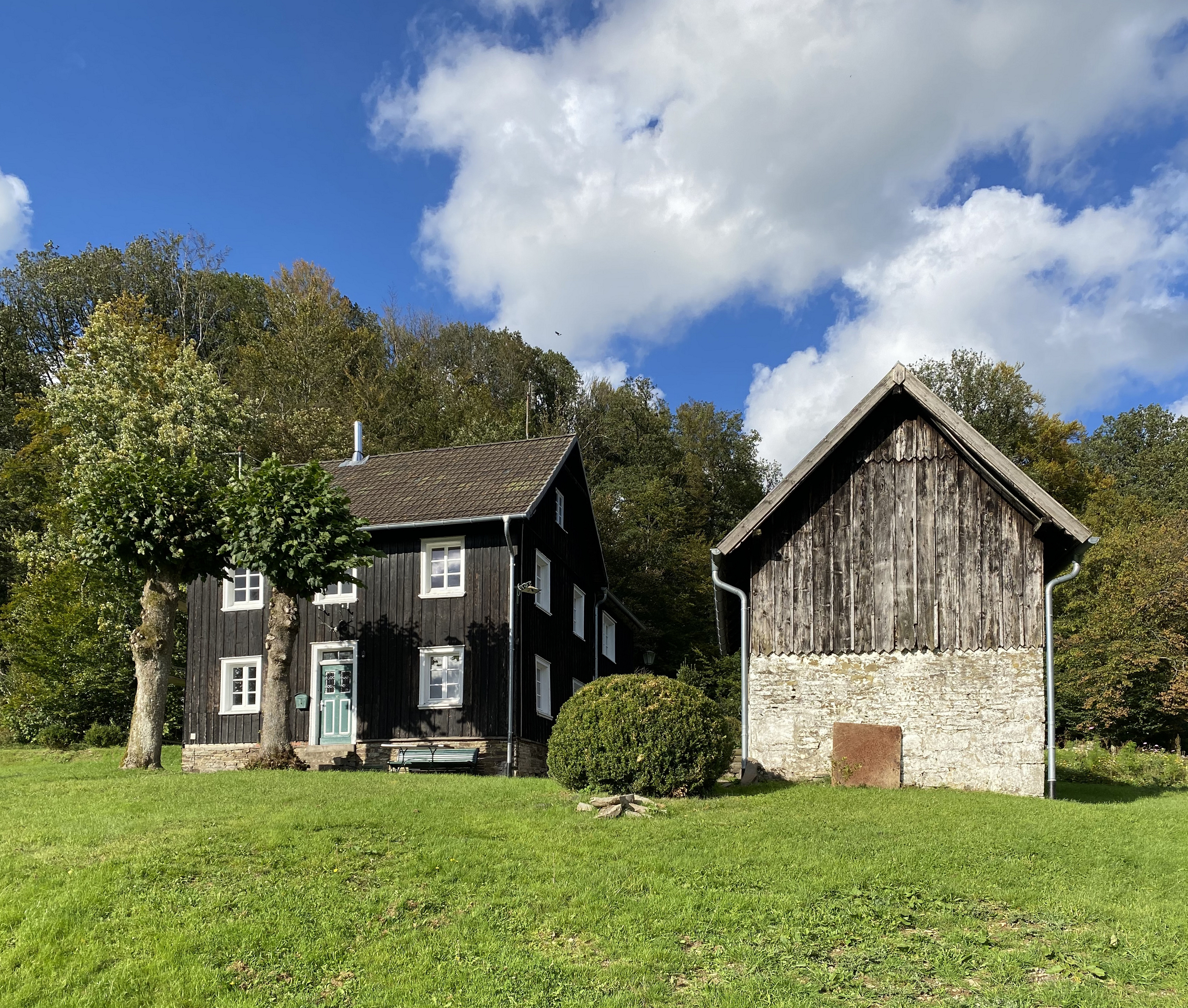
Forsthaus Kümmel 1
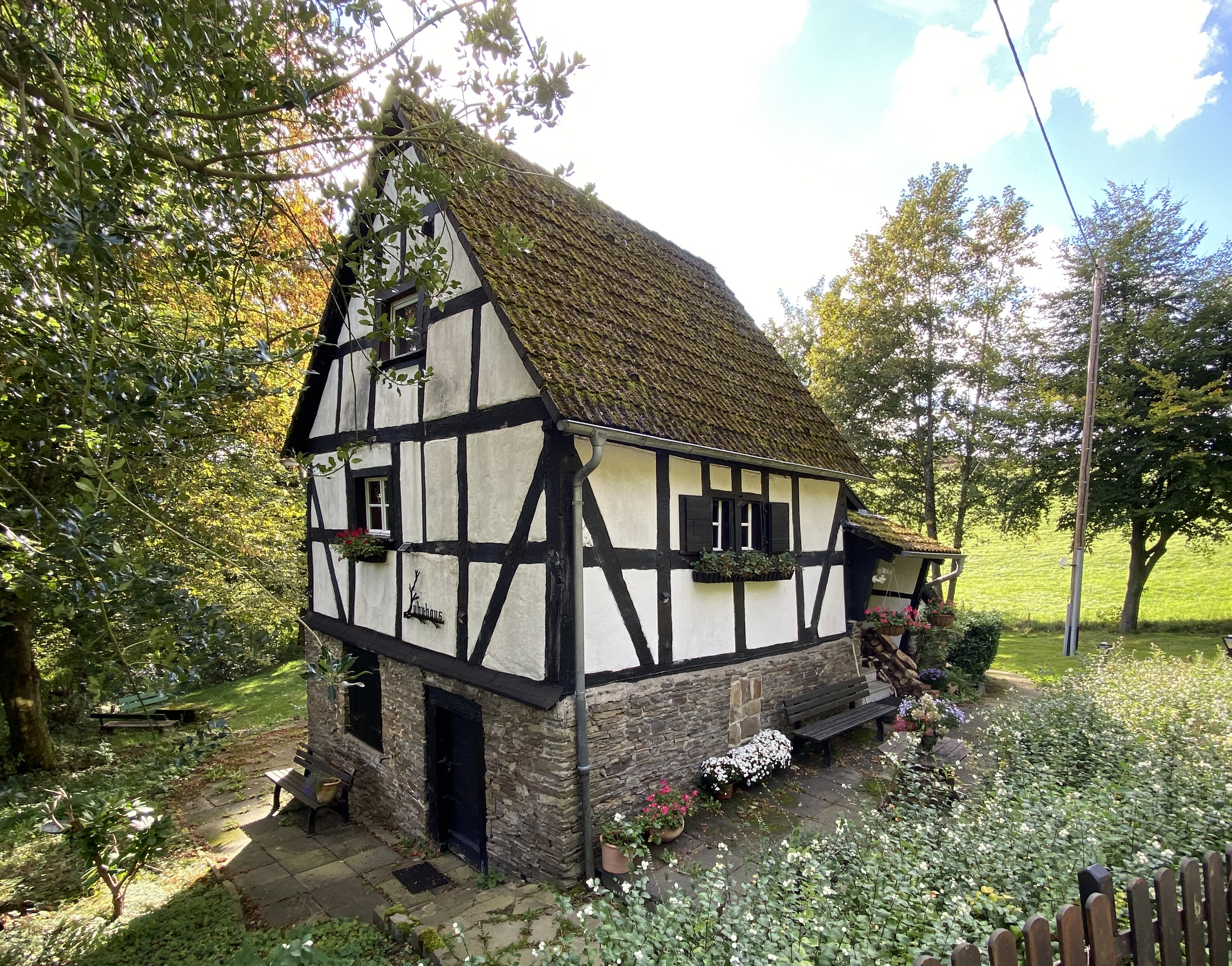
Uhu-Haus – Kümmel 2
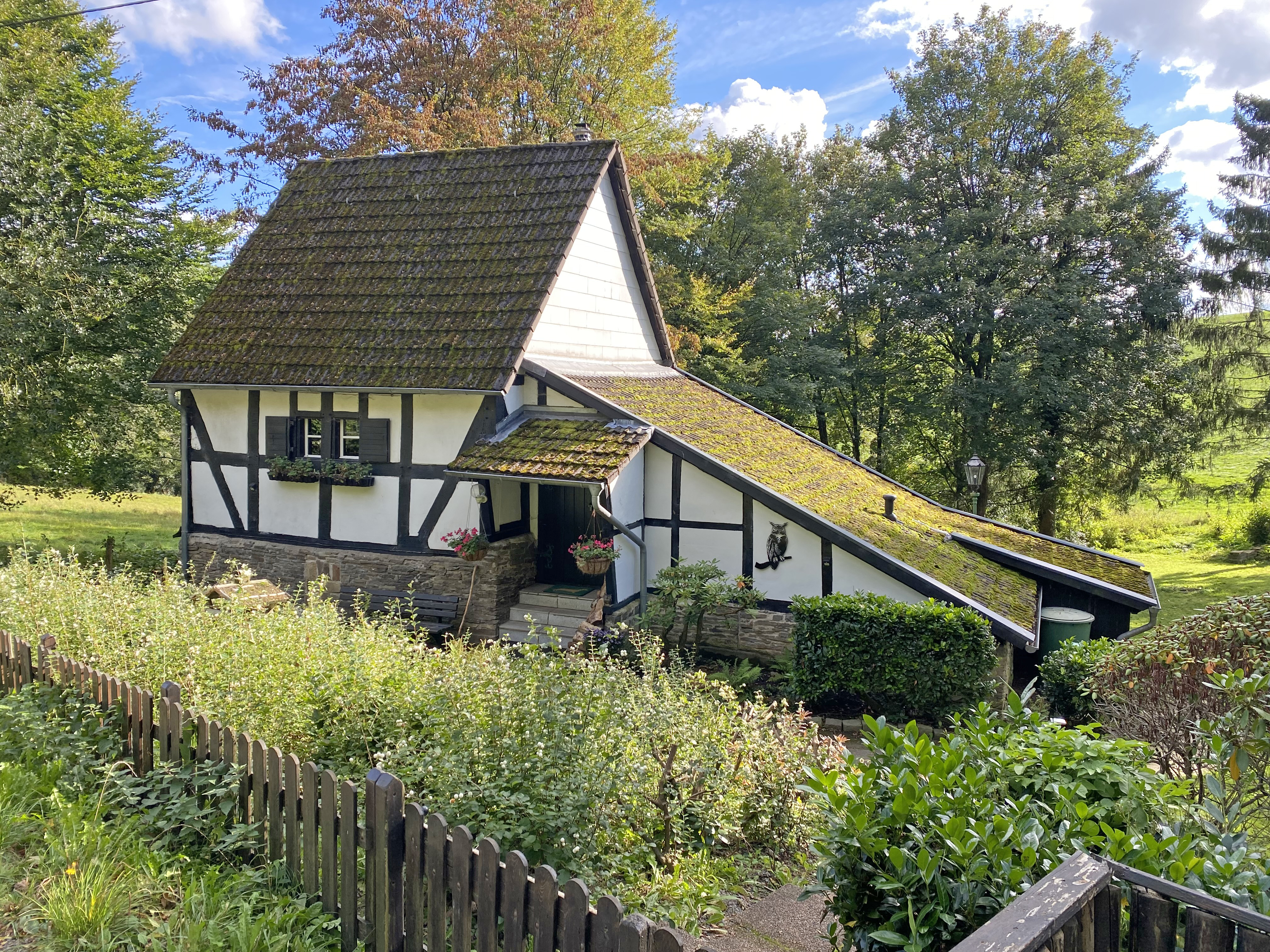
Uhu-Haus – Kümmel 2
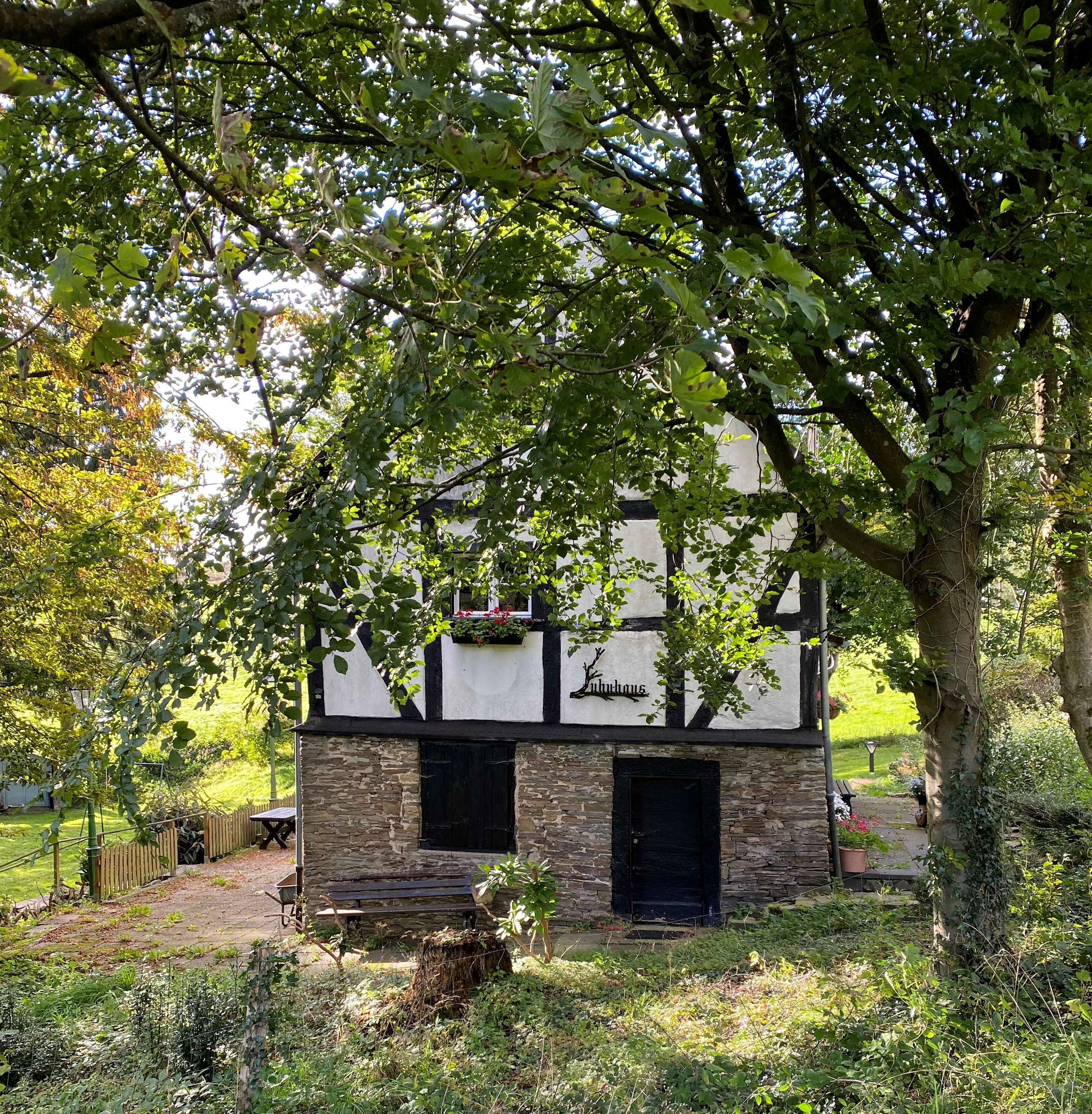
Uhu-Haus – Kümmel 2
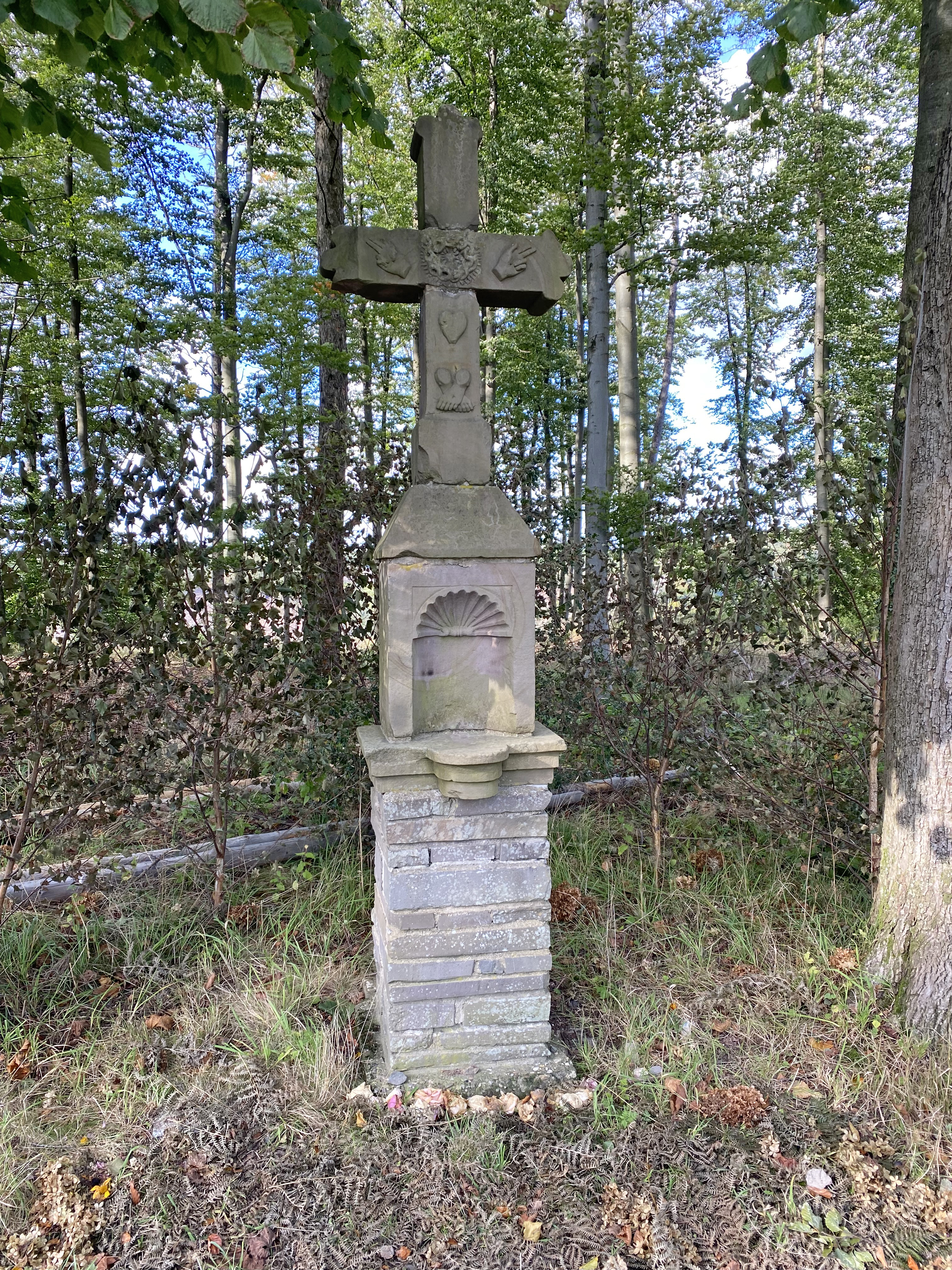
„Kümmeler Kreuz“

## Busverbindungen
Über die Haltestelle Gimborn der Linie 399 (VRS/OVAG) ist Kümmel an den öffentlichen Personennahverkehr angebunden.